# Raión de Rasony
Rasony (en bielorruso: Расонскі раён) es un raión o distrito de Bielorrusia, en la provincia (óblast) de Vítebsk.
Comprende una superficie de 1928 km².
El centro administrativo es la ciudad de Rasony. Limita con los raiones bielorrusos de Polotsk y Vierhniadzvinsk, y con el óblast de Pskov, en Rusia.

## Demografía
Según estimación 2010 contaba con una población total de 11 514 habitantes.